# 刺虾虎碘泡虫
刺虾虎碘泡虫（学名：Myxobolus acanthogobii）为碘泡科碘泡虫属的动物。分布于日本以及湖北、湖南、浙江、江西等，营寄生生活，寄生在青鱼、鲩的鳃、肾、肠、脾、鳔、鲩的肠系膜、刺虾虎的鳃、肾以及黄鳍刺虾虎的肠。